# Maison Ozenfant
La maison Ozenfant (ou villa Reille) est une maison d'artiste située avenue Reille, dans le 14e arrondissement de Paris.
Villa-atelier du peintre Amédée Ozenfant, la bâtisse de style « paquebot » de l'école Art déco a la particularité d'avoir été dessinée par les architectes Le Corbusier et Pierre Jeanneret et construite de 1922 à 1924. Maison d'angle, l'appartement se situe au premier étage, tandis que l'atelier occupe le second. Ce dernier est lumineux grâce à une verrière d'angle distinctive. Autre point distinctif, un escalier en spirale est présent sur l'un des côtés de la maison.
Du bâtiment d'origine, la toiture d'origine a été remplacée en 1946 pour permettre l'aménagement d'une terrasse, le garage supprimé et les espaces intérieurs recloisonnés.
Située au no 53 de l'avenue Reille, la maison Ozenfant donne aussi sur le square de Montsouris et fait face au réservoir de Montsouris.
La maison Ozenfant est inscrite partiellement (façades et couvertures) aux Monument historique par l'arrêté du 15 janvier 1975.